# Britta Büthe
Britta Kristin Büthe (Dearborn, Estados Unidos, 25 de mayo de 1988) es una deportista alemana que compite en voleibol, en la modalidad de playa.
Ganó una medalla de plata en el Campeonato Mundial de Vóley Playa de 2013 y una medalla de bronce en el Campeonato Europeo de Vóley Playa de 2016.

## Palmarés internacional
| Campeonato Mundial | Campeonato Mundial        | Campeonato Mundial | Campeonato Mundial |
| Año                | Lugar                     | Medalla            | Pareja             |
| ------------------ | ------------------------- | ------------------ | ------------------ |
| 2013               | Stare Jabłonki ( Polonia) | Medalla de plata   | Karla Borger       |
| Campeonato Europeo |                           |                    |                    |
| Año                | Lugar                     | Medalla            | Pareja             |
| 2016               | Biel/Bienne ( Suiza)      | Medalla de bronce  | Karla Borger       |